# Gergevets
Gergevets (bulgariska: Гергевец) är ett distrikt i Bulgarien.   Det ligger i kommunen Obsjtina Sliven och regionen Sliven, i den centrala delen av landet, 250 km öster om huvudstaden Sofia.
Trakten runt Gergevets består till största delen av jordbruksmark. Runt Gergevets är det ganska tätbefolkat, med 60 invånare per kvadratkilometer.